# Rijkebuurt (Borsele)
Rijkebuurt is een buurtschap in de gemeente Borsele in de Nederlandse provincie Zeeland. Het ligt ten noordoosten van 's-Heerenhoek. De buurtschap ligt aan twee straten, de Heinkenszandseweg en de Nassauweg. Naast een twintigtal woonhuizen zijn in Rijkebuurt een aantal bedrijven en een klein kassencomplex te vinden.
Oorspronkelijk heette 's-Heerenhoek Calishoek wat "arm dorp" betekent. Als tegenhanger hebben de arme landarbeiders hun nabijgelegen buurtschap ironisch de Rijkebuurt genoemd.
Dorpen: Baarland · Borssele · Driewegen · Ellewoutsdijk · 's-Gravenpolder · 's-Heer Abtskerke · 's-Heerenhoek · Heinkenszand · Hoedekenskerke · Kwadendamme · Lewedorp · Nieuwdorp · Nisse · Oudelande · Ovezande

Buurtschappen: Baarsdorp · Bakendorp · Coudorpe · Graszode · Knaphof · Koekoek · Langeweegje · Het Oudeland · Rijkebuurt · Scheldeoord · Sinoutskerke · 't Vlaandertje · De Zak 

Zeeland: Steden en dorpen in Zeeland      Nederland: Provincies · Gemeenten